# FK Lada Togliatti
Cet article concerne le club de football. Pour le club de handball, voir HC Lada. Pour le club de hockey sur glace, voir HK Lada Togliatti.
Maillots
Le Lada Togliatti (en russe : «Лада-Тольятти») est un club de football russe basé à Togliatti.

## Historique
- 1970 : fondation du club sous le nom de Torpedo Togliatti
- 1989 : le club est renommé Lada Togliatti
- 1997 : le club est renommé Lada Togliatti-VAZ
- 2000 : le club est renommé Lada Togliatti
- 2022 : le club suspend ses activités professionnelles pour des raisons financières[1]

## Bilan sportif

### Palmarès
| Période russe | Période soviétique |
| - Championnat de Russie - Seizième : 1994. - Coupe de Russie - Demi-finales : 2003. - Championnat de Russie de D2 - Vainqueur de groupe : 1993. - Vice-champion : 1995. - Championnat de Russie de D3 - Vainqueur de groupe : 1999. | - Coupe d'Union soviétique - Trente-deuxièmes de finale : 1981. - Championnat d'Union soviétique de D3 - Vainqueur de groupe : 1980. |

### Classements en championnat
La frise ci-dessous résume les classements successifs du club en championnat d'Union soviétique.
La frise ci-dessous résume les classements successifs du club en championnat de Russie.

### Bilan par saison
| Saison    | Championnat       | Championnat  | Championnat  | Championnat  | Championnat  | Championnat  | Championnat  | Championnat  | Championnat  | Championnat  | Coupe d'URSS        |
| Saison    | Division          | Pos          | Pts          | J            | V            | N            | D            | BP           | BC           | Diff         | Coupe d'URSS        |
| --------- | ----------------- | ------------ | ------------ | ------------ | ------------ | ------------ | ------------ | ------------ | ------------ | ------------ | ------------------- |
| 1970      | 3e Zone 3         | 14e          | 40           | 42           | 14           | 12           | 16           | 39           | 38           | +1           | 32es de finale      |
| 1971      | 3e Zone 3         | 16e          | 32           | 38           | 10           | 12           | 16           | 25           | 40           | -15          | —                   |
| 1972      | 3e Zone 5         | 8e           | 35           | 32           | 13           | 9            | 10           | 33           | 28           | +5           | —                   |
| 1973      | 3e Zone 5         | 8e           | 28           | 32           | 13           | 5            | 14           | 35           | 30           | +5           | —                   |
| 1974      | 3e Zone 4         | 4e           | 49           | 40           | 20           | 9            | 11           | 37           | 28           | +9           | —                   |
| 1975      | 3e Zone 4         | 3e           | 41           | 32           | 16           | 9            | 7            | 50           | 34           | +16          | —                   |
| 1976      | 3e Zone 4         | 6e           | 45           | 40           | 19           | 7            | 14           | 74           | 48           | +26          | —                   |
| 1977      | 3e Zone 4         | 6e           | 47           | 42           | 19           | 9            | 14           | 62           | 47           | +15          | —                   |
| 1978      | 3e Zone 4         | 5e           | 52           | 46           | 20           | 12           | 14           | 61           | 37           | +14          | —                   |
| 1979      | 3e Zone 4         | 24e          | 28           | 46           | 10           | 8            | 28           | 51           | 88           | -37          | —                   |
| 1980      | 3e Zone 2         | 1er          | 52           | 34           | 21           | 10           | 3            | 59           | 22           | +37          | —                   |
| 1981      | 3e Zone 2         | 8e           | 33           | 32           | 13           | 7            | 12           | 52           | 50           | +2           | Phase de groupes    |
| 1982      | 3e Zone 2         | 3e           | 43           | 32           | 21           | 1            | 10           | 58           | 34           | +24          | —                   |
| 1983      | 3e Zone 2         | 12e          | 23           | 28           | 9            | 5            | 14           | 26           | 31           | -5           | —                   |
| 1984      | 3e Zone 2         | 9e           | 31           | 32           | 13           | 5            | 14           | 41           | 49           | -8           | —                   |
| 1985      | 3e Zone 2         | 13e          | 19           | 28           | 6            | 7            | 15           | 26           | 41           | -15          | —                   |
| 1986      | 3e Zone 2         | 7e           | 32           | 32           | 14           | 4            | 14           | 43           | 43           | 0            | —                   |
| 1987      | 3e Zone 2         | 8e           | 32           | 32           | 13           | 6            | 13           | 38           | 40           | -2           | —                   |
| 1988      | 3e Zone 2         | 15e          | 26           | 32           | 10           | 6            | 16           | 30           | 42           | -12          | —                   |
| 1989      | 3e Zone 2         | 14e          | 40           | 42           | 14           | 12           | 16           | 46           | 42           | +4           | —                   |
| 1990      | 4e Zone 7         | 2e           | 46           | 32           | 20           | 6            | 6            | 63           | 20           | +43          | —                   |
| 1991      | 3e Centre         | 6e           | 44           | 42           | 18           | 8            | 16           | 63           | 61           | +2           | —                   |
| Saison    | Championnat       | Championnat  | Championnat  | Championnat  | Championnat  | Championnat  | Championnat  | Championnat  | Championnat  | Championnat  | Coupe de Russie     |
| Saison    | Division          | Pos          | Pts          | J            | V            | N            | D            | BP           | BC           | Diff         | Coupe de Russie     |
| 1992      | 2e Centre         | 6e           | 38           | 34           | 15           | 8            | 11           | 57           | 40           | +17          | —                   |
| 1993      | 2e Centre         | 1er          | 60           | 38           | 25           | 10           | 3            | 80           | 29           | +51          | 32es de finale      |
| 1994      | 1re               | 16e          | 22           | 30           | 6            | 10           | 14           | 24           | 41           | -17          | 128es de finale     |
| 1995      | 2e                | 2e           | 79           | 42           | 25           | 4            | 13           | 67           | 39           | +25          | Seizièmes de finale |
| 1996      | 1re               | 18e          | 18           | 34           | 4            | 6            | 24           | 18           | 64           | -46          | 32es de finale      |
| 1997      | 2e                | 14e          | 60           | 42           | 16           | 12           | 14           | 61           | 56           | +5           | Huitièmes de finale |
| 1998      | 2e                | 19e          | 48-6         | 42           | 15           | 9            | 18           | 52           | 70           | -18          | 128es de finale     |
| 1999      | 3e Povoljié       | 1er          | 85           | 34           | 27           | 4            | 3            | 89           | 22           | +67          | 128es de finale     |
| 2000      | 2e                | 9e           | 52           | 38           | 14           | 10           | 14           | 58           | 49           | +9           | Seizièmes de finale |
| 2001      | 2e                | 14e          | 41           | 34           | 13           | 11           | 10           | 54           | 35           | +19          | Huitièmes de finale |
| 2002      | 2e                | 8e           | 50           | 34           | 13           | 11           | 10           | 54           | 35           | +19          | Huitièmes de finale |
| 2003      | 2e                | 22e          | 18           | 42           | 5            | 3            | 34           | 27           | 86           | -59          | Demi-finales        |
| 2004      | 3e Oural-Povoljié | 4e           | 66           | 36           | 19           | 9            | 8            | 55           | 20           | +35          | Seizièmes de finale |
| 2005      | 3e Oural-Povoljié | 2e           | 82           | 36           | 25           | 7            | 4            | 79           | 24           | +55          | 256es de finale     |
| 2006      | 2e                | 17e          | 45           | 42           | 13           | 6            | 23           | 38           | 63           | -25          | Seizièmes de finale |
| 2007      | 3e Oural-Povoljié | 7e           | 36           | 26           | 12           | 2            | 12           | 27           | 32           | -5           | 32es de finale      |
| 2008      | 3e Oural-Povoljié | 5e           | 57           | 34           | 15           | 12           | 7            | 44           | 30           | +14          | 128es de finale     |
| 2009      | 3e Oural-Povoljié | 8e           | 44           | 30           | 12           | 8            | 10           | 36           | 35           | +1           | 64es de finale      |
| 2010      | 4e Privoljié      | 14e          | 30           | 32           | 9            | 3            | 20           | 31           | 62           | -31          | 256es de finale     |
| 2011      | Régionale         | 9e           | 28           | 22           | 8            | 4            | 10           | 50           | 48           | +2           | —                   |
| 2012-2013 | 3e Oural-Povoljié | 5e           | 48           | 28           | 13           | 9            | 6            | 39           | 28           | +11          | 128es de finale     |
| 2013-2014 | 3e Oural-Povoljié | 7e           | 35           | 27           | 9            | 8            | 10           | 31           | 31           | 0            | 128es de finale     |
| 2014-2015 | 3e Oural-Povoljié | 9e           | 24           | 24           | 5            | 9            | 10           | 27           | 36           | -9           | 128es de finale     |
| 2015-2016 | 3e Oural-Povoljié | 9e           | 22           | 27           | 5            | 7            | 15           | 23           | 56           | -33          | 64es de finale      |
| 2016-2017 | 3e Oural-Povoljié | 8e           | 21           | 24           | 5            | 6            | 13           | 15           | 41           | -26          | 256es de finale     |
| 2017-2018 | 3e Oural-Povoljié | 9e           | 25           | 24           | 8            | 1            | 15           | 25           | 51           | -26          | 128es de finale     |
| 2018-2019 | 3e Oural-Povoljié | 11e          | 14           | 24           | 3            | 5            | 16           | 16           | 57           | -41          | 64es de finale      |
| 2019-2020 | 3e Oural-Povoljié | 11e          | 10           | 17           | 3            | 1            | 13           | 12           | 47           | -35          | 256es de finale     |
| 2020-2021 | 3e Groupe 4       | 13e          | 13           | 28           | 3            | 4            | 21           | 15           | 100          | -85          | 256es de finale     |
| 2021-2022 | 3e Groupe 4       | 15e          | 11-3         | 28           | 3            | 5            | 20           | 25           | 78           | -53          | 256es de finale     |
| 2023      | Club inactif      | Club inactif | Club inactif | Club inactif | Club inactif | Club inactif | Club inactif | Club inactif | Club inactif | Club inactif |                     |
| 2024      | 4e Groupe 4       | 9e           | 29           | 26           | 8            | 5            | 13           | 30           | 36           | -6           | 128es de finale     |

Légende
- Promotion en division supérieure
- Relégation en division inférieure

## Personnalités

### Entraîneurs
La liste suivante présente les différents entraîneurs du club depuis 1970.
- Alfred Fiodorov (1970-1976)
- Boris Kazakov (1976-1978)
- Sergueï Kraïev (1979)
- Valeri Sinaou (1980-1981)
- Nikolaï Volkov (1981-1985)
- Nikolaï Gorchkov (1986-1987)
- Alfred Fiodorov (1988-1989)
- Anatoli Tiriatkine (1990-1992)
- Vladimir Ievsioukov (1992-1993)
- Aleksandr Irkhine (1994)
- Aleksandr Garmachov (1994)
- Viktor Tichtchenko (1994)
- Viktor Antikhovitch (1995)
- Viktor Tichtchenko (1996-1997)
- Vladimir Dergatch (1997-1998)
- Aleksandr Garmachov (1998-2003)
- Vladimir Ievsioukov (2004-2006)
- Aleksandr Ivtchenko (mai 2006-juillet 2006)
- Aleksandr Babanov (juillet 2006-juillet 2008)
- Igor Ketchaïev (juillet 2008-juin 2015)
- Vladimir Koukhlevski (juillet 2015-décembre 2015)
- Dmitri Choukov (janvier 2016-août 2016)
- Aleksandr Babanov (août 2016-février 2017)
- Roustem Khouzine (février 2017-juin 2017)
- Aleksandr Babanov (juin 2017-mai 2018)
- Igor Jeltov (juillet 2018-janvier 2020)
- Mikhaïl Kotylev (janvier 2020-août 2021)
- Andreï Blajko (depuis août 2021)

### Joueurs emblématiques
Les joueurs internationaux suivants ont joué pour le club. Ceux ayant évolué en équipe nationale lors de leur passage au Lada sont marqués en gras.
- Vassili Joupikov
- Maksim Bouznikine
- Maksim Demenko
- Ievgueni Kharlatchiov
- Aleksei Bakharev
- Barsegh Kirakosyan
- Alyaksandr Sulima
- Vaso Sepashvili
- Andrei Miroshnichenko
- Konstantin Pavlyuchenko
- Maksim Chevtchenko
- Konstantīns Igošins
- Nerijus Barasa
- Rahmatullo Fuzailov
- Çariýar Muhadow
- Yevhen Drahunov
- Yuriy Hudymenko
- Volodymyr Savchenko
- Aleksandr Khvostunov
- Andrei Rezantsev
- Gennadiy Sharipov
- Maksim Chatskikh
- Vladimir Shishelov